# Замок Рэдвуд
Замок Рэдвуд (англ. Redwood, ирл. Caislean Choillte Rua) находится в графстве Типперэри в Ирландии.

## История замка
Рэдвуд был построен около 1210 года и первоначально принадлежал норманнскому рыцарю. В 1350 году замок захватили люди из правящего в этих краях клана О`Кеннеди и передали права владения клану Макиганов. Замок несколько раз перестраивался и имеет черты, как характерные для ирландских фортификационных сооружений того времени, так и менее распространенные — например фигуры Шила-на-гиг.